# Осемнадесета македонска (кавадарска) ударна бригада
Осемнадесета македонска (кавадарска) ударна бригада е комунистическа партизанска единица във Вардарска Македония, участвала в така наречената Народоосвободителна войска на Македония.
Създадена е на 18 септември 1944 година в тиквешкото село Дъбнище от осемнадесета допълнителна македонска ударна бригада в състава четиридесет и първа македонска дивизия на НОВЮ. За командир на бригадата е назначен Димитър Янчевски - Бодри. На 3 октомври 1944 година от нейния състав в района на Кавадарци е създадена единадесета македонска (кавадарска) ударна бригада